# EC Braunlage
EC Braunlage (celým názvem: Eissportclub Braunlage) byl německý klub ledního hokeje, který sídlil ve městě Braunlage ve spolkové zemi Dolní Sasko. Založen byl v roce 1892 pod názvem WSV Braunlage. Svůj poslední název nesl od roku 1984. Zanikl v roce 1995 po vyhlášení konkursu. Největším úspěchem klubu byla jednoroční účast v Eishockey-Oberlize, tehdejší německé nejvyšší soutěži v ledním hokeji. Klubové barvy byly červená, černá a bílá.
Své domácí zápasy odehrával v hale Eisstadion Braunlage s kapacitou 2 548 diváků.

## Historické názvy
Zdroj: 
- 1892 – WSV Braunlage (Wintersportverein Braunlage)
- 1984 – EC Braunlage (Eissportclub Braunlage)
- 1995 – zánik

## Přehled ligové účasti
Zdroj: 
- 1950–1951: Eishockey-Oberliga (1. ligová úroveň v Německu)
- 1974–1977: Eishockey-Regionalliga West (4. ligová úroveň v Německu)
- 1977–1983: Eishockey-Oberliga Nord (3. ligová úroveň v Německu)
- 1983–1986: 2. Eishockey-Bundesliga (2. ligová úroveň v Německu)
- 1986–1987: Eishockey-Regionalliga Nord (4. ligová úroveň v Německu)
- 1987–1994: Eishockey-Oberliga Nord (3. ligová úroveň v Německu)
- 1994–1995: 1. Eishockey-Liga Nord (2. ligová úroveň v Německu)